# Misiones conventuales de Michoacán
Las Misiones conventuales de Michoacán son una serie de históricos conjuntos conventuales localizados en el actual estado de Michoacán de Ocampo, México. Los conventos fueron levantados por órdenes religiosas para la Evangelización en la Nueva España y consolidación de núcleos urbanos entre la población, durante los primeros años de la Colonización española de América, principalmente en el siglo XVI. 
Los conjuntos conventuales formaron parte vital de los pueblo de misión y fueron una importante manera de organización administrativa y eclesiástica en su área de influencia que abarcaba otros pueblos cercanos. En ellos aparte de la evangelización, se desarrollaba la agricultura, educación y enseñanza de oficios entre la población. Internamente los frailes desarrollaron aportaciones en diferentes ámbitos de la cultura y humanidades, como en la literatura, estudios filosóficos, antropológicos entre otros, destacaron notablemente en las artes como la pintura. Desde el siglo XIX los antiguos conventos ya no forman parte de la iglesia para su uso a raíz de las leyes de desamortización. Hoy en día las antiguas misiones conventuales que se conservan en Michoacán, representan un legado arquitectónico de importante valor histórico, social y artístico.
Las principales órdenes mendicantes que asentaron misiones en Michoacán durante el siglo XVI fueron la Orden Franciscana y la Orden de San Agustín, seguidas de otras como la Orden Jesuita. 

## Historia

### Antecedentes históricos
En 1536 se fundó el antiguo Obispado de Michoacán (hoy Arquidiócesis de Morelia) siendo la cuarta diócesis más antigua de México, teniendo como su sede a Tzintzuntzan a la que llamaron “Ciudad de Michoacán”. Su primer obispo fue Vasco de Quiroga de origen español, quien había llegado a la Nueva España como oidor de la Segunda Real Audiencia de México. Muy pronto, Don Vasco de Quiroga trasladó la sede episcopal a Pátzcuaro. De hecho, no residió en la Capital del Reino Purépecha, dada la insalubridad del lugar. Implementó políticas sociales y eclesiásticas a favor del pueblo purépecha, desarrollando varios pueblos con hospitales y escuelas de oficios siguiendo el ejemplo de los misioneros. En Pátzcuaro, fundo el Colegio o Seminario para la formación de su clero secular o diocesano, al que también fue confiando la atención y el ministerio de algunos templos y lugares. Fue un gran impulsor de la evangelización realizada por las órdenes religiosas mendicantes presentes en su Arzobispado. Los franciscanos estaban ya establecidos cuando él llegó; luego llegaron los Agustinos y otras Órdenes; a todas confío algunos lugares y territorios a lo largo del Obispado de Michoacán, como ocurrió en todo el territorio de la Nueva España. El clero secular diocesano aún no estaba presente en los territorios de misión.

### Historia de la Misiones Franciscanas en Michoacán
En 1523 se estableció en México la Orden de Frailes Menores (OFM - Franciscanos), con la llegada de los "Doce Apóstoles", los 12 misioneros franciscanos que llegaron oficialmente a México, bajo la obediencia de Fr. Martín de Valencia. Dos años antes ya habían llegado tres grandes misioneros de la misma Orden: Fr. Pedro de Gante, Fr. Juan de Aora y Fr. Juan de Tecto.
El año de 1525, a petición del rey purépecha, los misioneros franciscanos llegaron a Michoacán encabezados por fray Martín de Jesús o de la Coruña estableciéndose en Tzintzuntzan que era la capital del antiguo pueblo purépecha desde mediados del siglo XV hasta su caída ante los españoles. 
En Tzintzuntzan se fundó el primer convento de la orden franciscana en Michoacán, posteriormente se fundaron conventos en otros puntos del Obispado de Michoacán como Pátzcuaro, Zinapécuaro, Uruapan, Tarecuato, Erongarícuaro, Zacapu, Guayangareo, (después antigua Valladolid, hoy Morelia), Acámbaro en el actual estado de Guanajuato, entre otras poblaciones.  
La orden franciscana para su administración y para llevar a cabo sus obras de evangelización, desde el siglo XVIII se dividió en dos tipos de entidades llamadas “Provincias”  o “Custodias”. Estas eran dependientes de aquellas. Ambas entidades están formadas por una serie de conventos en un territorio determinado. La diferencia entre ellas está en que las Provincias son autosuficientes por el número de sus frailes y las vocacioes a la Orden, por su capacidad para formar a los nuevos miembros de la Orden y por su autonomía económica; de lo contrario, eran Custodias dependientes.
En 1535 se llevó a cabo a nivel mundial el Capítulo General de la Orden de Frailes Menores en la ciudad de Niza, Francia, el cual determinó erigir la Custodia franciscana de la Nueva España, hasta entonces dependiente de la Provincia de la Santa Cruz en la Isala de San Salvador, y le impuso el nombre de “Provincia del Santo Evangelio de México”. El mismo año y en tal ocasión, las casas de misión establecidas desde Tzintzuntzan hasta el actual estado de Jalisco, se elevaron al rango de "Custodia de San Pedro y San Pablo de Michoacán".
En 1541 el franciscano fray Juan de San Miguel fundó Uruapan con nueve barrios, posteriormente el pueblo de San Miguel el Grande, Peribán, Carapan, Los Reyes de Salgado entre otros. 
En 1565, el Capítulo General de la Orden de Frailes Menores celebrado en Valladolid, España, elevó la Custodia de San Pedro y San Pablo de Michoacán a la categoría de Provincia autónoma. Ese mismo Capítulo General de 1565, erigió la Custodia de Santiago de Nueva Galicia (Jalisco), dependiente de la Michoacán hasta el año 1610, cuando fue erigida como "Provincia de Santiago de Nueva Galicia".
En 1753 las parroquias franciscanas en del territorio de la Nueva España pasaron a ser administradas por el clero secular, por mandato del rey de España y aprobación de la Santa Sede. En ese tiempo la mayoría de los frailes ya eran mexicanos pero todavía existían algunos españoles que comenzaron a regresar a España. Una vez lograda la Independencia de México, se obligó a los ciudadanos españoles a salir del país, entre ellos a los frailes franciscanos de procedencia española que quedaban. Posteriormente las misiones fueron reduciéndose en sus funciones hasta agotarse completamente. En 1833 se promulgaron leyes de secularización civil y en 1859 la ley de exclaustración de religiosos. Para 1908 solo quedaron tres Provincias en el país, la de México, la de Michoacán y la de Jalisco; reducidas a comisarías por el Gobierno General de la Orden. Posteriormente surgen las leyes del Presidente de México Plutarco Elías Calles que desencadenó en la Guerra Cristera. Actualmente ninguna antigua misión conventual en Michoacán está en funciones de la orden franciscana ni de ninguna otra orden religiosa. 
Las principales actividades que realizaron los frailes franciscanos en sus misiones conventuales fueron la instrucción religiosa y administración de sacramentos entre la población, así como la educación creando en algunos poblados escuelas primarias e internados para niños. Así como la implementación de talleres de oficios como carpintería, ebanistería, herrería, pintura, escultura entre otros. Desarrollaron la agricultura importando semillas y plantas de Europa. Los franciscanos se distinguieron en Michoacán por la obra hospitalaria atendiendo hospitales impulsados por fray Juan de San Miguel. Por otra parte los misioneros franciscanos realizaron diversos estudios de la lingüística indígena como de la lengua náhuatl, purépecha, otomí, pirinda entre otras. Así como importantes estudios en el campo de la filosofía, teología, historia, etnográfica, como lo fue la obra literaria “La Relación de Michoacán” donde se narra la historia y costumbres del pueblo purépecha. 
Entre los frailes franciscanos que realizaron su labor en Michoacán destacan: el danés fray Jacobo Daciano príncipe de la Casa Real de Dinamarca (Casa de Oldemburgo) que renunció a sus títulos convirtiéndose en fraile misionero franciscano, en Michoacán se destacó por la defensa de los derechos del pueblo purépecha, evangelizó y fundó varios pueblos.

### Historia de la Misiones Agustinas en Michoacán
En 1533 llegaron a la Nueva España los primeros 7 frailes de la Orden de San Agustín, encabezados por el vicario provincial fray Francisco de la Cruz, fundaron en la Ciudad de México su primer convento. En 1537 se celebró un Capítulo de la orden agustina en la Nueva España, donde se decidió evangelizar la entonces inhóspita Región de Tierra Caliente, zona que abarca parte de las actuales entidades de Michoacán y Guerrero.
En 1538 llegaron los frailes agustinos al Obispado de Michoacán, ese año fray Juan de San Román y Fray Diego de Chávez y Alvarado (sobrino del conquistador español Pedro de Alvarado) iniciaron la construcción en Tiripetío de lo que sería el primer convento agustino en Michoacán. En 1539 fray Juan de San Román se desplazó al sur del obispado fundando en Tacámbaro un segundo convento con el apoyo del encomendero Cristóbal de Oñate.
En 1540 fray Juan de San Román y fray Diego de Chávez y Alvarado se dirigieron a la región de Tierra Caliente Michoacán donde fundaron Doctrinas (que es como se les llamó a sus demarcaciones parroquiales), llegando a tener los agustinos en el siglo XVI 40 doctrinas en la región. 
Mientras tanto el convento de Tiripetío quedó a cargo de fray Alonso de la Vera Cruz quien en 1540 estableció en el lugar el “Colegio Mayor de la Orden Agustiniana” con la finalidad de formar religiosos para evangelizar la región de Tierra Caliente. 
En 1567 el Provincial de los agustinos en la Nueva España fray Juan de Medina Rincón entregó las doctrinas agustinas de la región de tierra caliente al Obispado de Michoacán encabezado en ese entonces por el Obispo Antonio Ruiz de Morales y Molina, para que fueran administradas por los clérigos seculares (sacerdotes diocesanos).
A partir de entonces los agustinos en Michoacán se enfocarían en atender la región centro-norte del Obispado de Michoacán, área que comprendía parte de las hoy entidades de Michoacán y Guanajuato. Fundaron en Guayangareo (antigua Valladolid hoy Morelia) el que sería el convento principal de la Provincia Agustina de Michoacán. Así mismo fundaron doctrinas y conventos en: Yuririapúndaro (hoy Yuriria) donde se fundó el Convento de Yuriria por fray Diego de Chávez y Alvarado, iniciado en 1550 e inaugurado en 1559. Cuitzeo, Huango (hoy Villa Morelos), Charo, Ucareo, Jacona y Copándaro. 
En 1602 la orden agustina en la Nueva España decidió dividirse en dos provincias, siendo una la “Provincia del Santísimo Nombre de Jesús” que tenía como centro la capital del país y un territorio que abarcaba al norte hasta la Huasteca y al sur hasta Guerreo. Y se creaba la nueva “Provincia Agustiniana de San Nicolás de Tolentino de Michoacán” contado en ese entonces con 22 conventos en la demarcación que comprendía Michoacán, Guanajuato hasta Zacatecas.
En el siglo XVIII a las órdenes religiosas de la Nueva España se les quitaron varias parroquias para que fueran administradas por los obispados a través del clero secular. A partir de la Independencia de México y a lo largo del siglo XIX la orden agustina, así como otras órdenes religiosas en el país entraron en decadencia, hasta extinguirse su labor en los antiguos conventos. 
Entre los frailes agustinos que realizaron su labor en Michoacán destacan los españoles fray Juan Bautista Moya llamado el “Apóstol de Tierra Caliente” y fray Alonso de la Vera Cruz quien entre otras obras fundó el Colegio de Tiripetío,  institución que se ha considerado es la primera Universidad del continente Americano, además de ser un antecedente del Colegio que fundara Vasco de Quiroga, la actual Universidad Michoacana de San Nicolás de Hidalgo. Ver: Escudo de Michoacán.

## Arquitectura
- Elementos arquitectónicos de los conventos

Los antiguos conjuntos conventuales en general están integrados por los siguientes elementos y espacios arquitectónicos: frente al conjunto la explanada del atrio, con barda perimetral y en su centro una cruz atrial de piedra. Al fondo presidiendo el atrio el templo del convento de una sola nave con o sin torre de campanario, junto al templo lo que es propiamente el convento o espacio donde habitaban los religiosos, conformado en su exterior por un pórtico o portal, en su interior un claustro de uno o dos niveles, rodeado de corredores, donde a su alrededor se distribuyen las salas y habitaciones como lo es la sala capitular, refectorio o comedor, cocina, sanitarios o comunes, celdas o dormitorios, etc. en la parte posterior del conjunto se hallaba el huerto y jardines.
Algunos conjuntos conventuales presentaban elementos arquitectónicos especiales como lo son la presencia de una capilla abierta o “Capilla de indios” dentro del pórtico o fachada del convento, que servía para impartir los oficios religiosos a grandes concentraciones de pobladores que se ubicaban en la explanada atrial. 
Por otra parte algunos otros conjuntos conventuales contaban con la presencia de los antiguos “Hospitales de Indios” que en purépecha son conocidos como “Huatapera”. Entre sus instalaciones se hallaban un patio central y habitaciones alrededor construidas generalmente con muros de adobe, cubierta de viguería de madera y teja de barro; así como una capilla anexa.  El primero obispo de Michoacán Vasco de Quiroga fue quien promovió la instalación de estos hospitales en diversas poblaciones purépechas de Michoacán durante el siglo XVI.
Aparte de los conjuntos conventuales tradicionales descritos anteriormente, existen otros conventos de menor tamaño llamados por los misioneros religiosos como  “doctrinas” que dependían de un convento principal en la región. Las doctrinas presentan entre sus instalaciones un atrio, un pequeño templo o capilla y una casa anexa.
- Estilos arquitectónicos

Los principales estilos arquitectónicos que presentan los antiguos conjuntos conventuales en Michoacán, son propiamente los utilizados por los misioneros religiosos en el siglo XVI durante la época de la evangelización en la Nueva España; como lo son el estilo plateresco, y el estilo barroco. Además del arte indígena que es conocido como arte “Tequitqui”. Algunos inmuebles conventuales presentan la influencia de otros estilos como el mudéjar.
- Materiales constructivos

Los principales materiales con que están edificados los inmuebles conventuales son piedra de cantera principalmente en fachadas, molduras, relieves, remates y arquerías, así como piedra de origen volcánico en muros interiores o secundarios. Algunos inmuebles fueron edificados con piedras extraídas de las construcciones prehispánicas que fueron derruidas como lo fueron centros ceremoniales. Algunos otros muros son de mampostería de adobe. En pisos y techos se empleó usualmente viguería de madera,  loseta de barro, y en sus casos cubierta de teja de barro.
- Trazo urbano de los pueblos misión

Los antiguos conjuntos conventuales durante el siglo XVI fueron el elemento central en la fundación de los llamados pueblos misión por parte de los religiosos misioneros, ya que los conventos marcaban la traza urbana de los poblados.
Asimismo los religiosos misioneros fundaban los llamados “barrios de indios” en las localidades con más habitantes donde les asignaban terrenos. Algunos pueblos presentaban aparte del conjunto conventual, un Hospital de Indios o Huatápera, escuela y algunas capillas.

## Patrimonio arquitectónico histórico
En el antiguo Obispado de Michoacán las órdenes de religiosos misioneros mendicantes que fundaron los pueblos misión y conjuntos conventuales durante el siglo XVI fueron principalmente los franciscanos y los agustinos. (Mientras que en otras regiones de la Nueva España otras órdenes de religiosos como los dominicos y carmelitas también fundaron misiones en esa época). En Michoacán los conventos fundados por otras órdenes religiosas durante el siglo XVII y XVIII en la capital del Obispado de Michoacán (Valladolid hoy Morelia), no se consideran misiones conventuales ya que esos conventos tenían otra función y origen. Durante el siglo XVI los jesuitas (que no eran una orden conventual) solo fundaron un colegio en Pátzcuaro y más tarde otro en Valladolid, hoy Morelia. 
A continuación se presentan los conjuntos conventuales conservados hoy en día en el área que comprende el actual territorio del estado de Michoacán:

### Misiones conventuales Franciscanas
- Convento de Santa Ana de Tzintzuntzan: ubicado en la población de Tzintzuntzan en el municipio del mismo nombre. Inició su construcción a finales del siglo XVI y fue concluido en los primeros años del siglo XVII. El conjunto conventual está conformado por un amplio atrio que conserva antiguos olivos, al fondo se ubica el templo de San Francisco sin torre, con fachada de estilo plateresco y junto a él el convento de Santa Ana que presenta una capilla abierta en su fachada y en su interior un claustro de dos niveles. En la parte norponiente del atrio se ubica el templo de la Soledad de estilo barroco que data del siglo XVII  y a un costado el antiguo hospital de Indios que presenta en su patio una capilla abierta aislada.

- Convento franciscano de Morelia: ubicado en la ciudad de Morelia en el municipio del mismo nombre. Fue fundado antes de que la ciudad fuera nombrada capital y sede catedralicia del Obispado de Michoacán al ser trasladada la sede de Pátzcuaro en 1580. Entre 1525 y 1535 los frailes franciscanos encabezados por fray Juan de San Miguel fundaron un primitivo convento en la ciudad dedicado a San Buenaventura. En 1580 se inició la construcción del edificio actual bajo el cargo de los frailes Juan de la Serpa y Antonio de Lisboa siendo concluido en el siglo XVII. El templo presenta fachada cuadrangular de estilo plateresco, con acceso de arco de medio punto y ventana coral rectangular, rematada la fachada en forma recta. Presenta torre de planta cuadrangular de cuatro cuerpos, donde los dos últimos cuerpos fueron concluidos en la primera mitad del siglo XX. En su interior el templo presenta una nave techada con bóveda de pañuelo y cúpula. En sus paredes laterales y en el altar mayor se ubican retablos neoclásicos del siglo XIX. El convento presenta un su fachada un pórtico con cinco arcos de medio punto. En su interior un claustro de dos niveles con altos contrafuertes. Actualmente funciona el recinto como “Casa de las Artesanías” donde se exponen y ofertan tradicionales artesanías de las diversas regiones de Michoacán.

- Convento de Zacapu: ubicado en la población de Zacapu en el municipio del mismo nombre. Inició su construcción en 1548 siendo fundado por el misionero franciscano de origen danés fray Jacobo Daciano. Presenta un atrio delimitado con barda de arcos invertidos de factura contemporánea, en el atrio se ubica una antigua cruz atrial, una escultura de fray Jacobo Daciano y un reloj de sol que data de 1858. El templo presenta fachada sencilla con remate mixtilíneo, con acceso de arco de medio punto, ventana coral biforada, en la parte superior se ubica un reloj de colocación posterior. Junto al templo se ubica una torre de planta cuadrangular de tres cuerpos, siendo el tercero de forma octagonal y rematada con cúpula. En su interior el templo es de una nave techada con un plafón y viguería de madera. Presenta altares de estilo neoclásico, el altar mayor exhibe un ciprés que resguarda un antiguo Cristo. Junto al templo se ubica el convento que presenta en su fachada un pórtico con tres arcos de medio punto, en su interior se ubica un claustro cuadrangular de dos niveles con cuatro arcos de medio punto en cada uno de sus lados.

- Convento de Tarímbaro: ubicado en la población de Tarímbaro en el municipio del mismo nombre. En 1529 llegaron a evangelizar Tarímbaro los misioneros franciscanos a cargo de fray Juan de San Miguel y fray Antonio de Lisboa. El convento se ubica al oeste de la población, posee un atrio bardeado donde se representan las estaciones del viacrucis, existe una fuente central de colocación posterior. El templo construido en 1571 presenta una fachada de apariencia desnuda, con remate en forma triangular, acceso con arco de medio punto y ventana coral rectangular. Presenta una torre de planta cuadrangular de tres cuerpos, siendo el último de forma octagonal y con un reloj en su parte frontal, la torre es rematada con cúpula. En su interior el templo de una nave presenta techo con bóveda de cañón con lunetos. En uno de los muros del templo existe una pintura mural que representa a la Virgen de la Escalera, en 1757  fray Juan Reina promovió su veneración entre los habitantes, actualmente el templo funciona como Santuario de la Virgen de la Escalera. Junto al templo se ubican el convento que en su fachada presenta una amplia capilla abierta con arco de medio punto, en su interior se ubica un claustro que anteriormente era de dos niveles, actualmente el segundo se encuentra derruido.

- Convento de Zinapécuaro: ubicado en la población de Zinapécuaro en el municipio del mismo nombre. Entre 1530 y 1536 inició la construcción del templo y convento a cargo de los frailes franciscanos, concluyéndose en siglo XVII. Presenta atrio delimitado con barda almenada, y en su centro se ubica una antigua cruz atrial de piedra.  El templo presenta fachada con remate en forma semi triangular, posee un acceso en forma de nártex (porche o vestíbulo) con arco de medio punto, pequeña ventana coral en forma rectangular, en la parte superior de la fachada se ubica un reloj. Posee una torre de planta cuadrangular de dos cuerpos que tiene un remate octagonal y cupulin. En su interior el templo presenta una nave techada con bóveda de cañón, en sus muros se ubican retablos neoclásicos del siglo XIX. El templo está dedicado a San Pedro y San Pablo y funciona como parroquia. Junto al templo se ubica el convento que presenta un claustro cuadrangular de dos niveles con corredores de techo de viguería.

- Convento de Ciudad Hidalgo: ubicado en la población de Ciudad Hidalgo en el municipio de Hidalgo Michoacán. en 1531 llegaron a Taximaroa hoy Ciudad Hidalgo los misioneros francisanos. Construyeron un templo dedicado a San José. En 1640 fray Alonso Maldonado da a la población el nombre de “San José Taximaroa” en relación con el santo patrono del lugar. El convento fue iniciado a finales del siglo XVI y concluido en el siglo XVII teniendo modificaciones posteriores. Presenta atrio con cruz atrial de piedra donde se hallan labrados los símbolos pasionarios, una característica de esta cruz es la presencia en su centro de un disco o espejo de piedra obsidiana que es una representación prehispánica del dios sol. El templo presenta fachada con remate triangular almenado, su acceso presenta arco de medio punto, ventana coral también con arco de medio punto y en la parte superior un reloj de colocación posterior. En su interior presenta una nave, pose una sala de bautisterio donde se ubica una enorme pila bautismal de cantera de 2 metros de diámetro x 1 metro de altura, la cual presenta labradas en relieve al estilo del arte Tequitqui figuras de querubines, águilas bicéfalas y el Escudo Real de España. Junto al templo se ubica una torre de planta cuadrangular de dos cuerpos. El convento presenta en su fachada un pórtico con cuatro arcos de medio punto.

- Convento de Santiago Tangamandapio: ubicado en la población de Santiago Tangamandapio en el municipio de Tangamandapio. En el siglo XVI fray Jacobo Dociano fue el fundador del convento de Santiago Tangamandapio.

- Convento de Tarecuato:  ubicado en la población de Tarecuato en el municipio de Tangamandapio. El convento fue fundado por fray Jacobo Dociano en el siglo XVI. El conjunto conventual se ubica sobre un basamento plano piramidal escalonado, de lo que fuera un centro ceremonial prehispánico, frente a él se ubica un atrio ajardinado bardeado; donde a su vez se halla una antigua cruz atrial de piedra labrada y una escultura en cantera que representa a fray Jacobo Dociano. El templo ostenta una fachada sencilla con remate semicircular, acceso con arco de medio punto y ventana coral rectangular. Presenta una torre de planta cuadrangular de dos cuerpos con remate tejado. En su interior el templo de una nave posee cubierta de viguería de madera. En el interior frente al acceso del templo se ubica una pila bautismal donde se ingresaba de cuerpo entero a manera de los primeros bautizos cristianos. En el templo reposan los restos mortales de fray Jacobo Dociano. El convento presenta a los extremos de su fachada dos niveles a manera de torrecillas, que tiene puertas con arco de medio punto y sobre de ellas ventana cuadrangular. En la parte central de la fachada se ubica un pórtico soportado por pilares de cantera el cual es techado con cubierta de viguería y teja de barro. En su interior el convento presenta un claustro cuadrangular de dos niveles con arquería de cantera. En el centro de su patio se ubica un naranjo que narra la leyenda floreció al plantar su báculo Fray Jacobo Dociano. En el año 2008 la Reina Margarita II de Dinamarca durante su Visita de Estado a México visitó el Convento de Tarecuato para conocer el legado de su ancestro Fray Jacobo Dociano misionero franciscano miembro de la Casa Real de Dinamarca.

- Convento de Nuestra Señora de la Asunción de Erongarícuaro: ubicado en la población de Erongarícuaro en el municipio del mismo nombre. Entre 1567 a 1581 fue construido el convento de Erongarícuaro por los misioneros franciscanos. El templo está dedicado a la advocación mariana de “Nuestra Señora de la Asunción”. El conjunto presenta un amplio atrio desconfigurado con canchas deportivas y espacio que sirve de estacionamiento. El templo exhibe fachada austera con remate triangular, su acceso posee arco de medio punto y sobre de él se ubica una ventana coral biforada. Presenta una torre de planta cuadrangular de dos cuerpos, techada con cubierta de teja. En su interior el templo posee una nave con cubierta de viguería de madera con zapatas, al fondo de la nave se localiza un retablo neoclásico que resguarda a la imagen de la advocación mariana de “Nuestra Señora de la Asunción” y a un costado se encuentra un nicho que resguarda la imagen del Cristo “Señor de la Misericordia”,  sobre el acceso del templo se ubica el espacio del coro realizado en madera. El convento luce en su fachada un pórtico de arquería compuesto por tres arcos de medio punto con columnas tritóstilas, y techo de viguería con cubierta de teja de barro; en el muro dentro del pórtico se ubica en su parte central una capilla abierta también con arco de medio punto. En su interior el convento presenta un claustro cuadrangular de dos niveles, compuesto por cuatro arcos de medio punto en cada uno de sus lados. Su patio se muestra ajardinado y con un pozo de agua en su centro. Sus corredores presentan techo de viguería con zapatas. En la parte posterior del convento se ubica un huerto.

- Doctrina de San Francisco Uricho: ubicado en la población de Uricho en el municipio de Erongarícuaro. En 1606 fue construido por los misioneros franciscanos el templo dedicado a San Francisco de Asís, la población recibió el nombre de “San Francisco Uricho” en relación con el santo patrono. El templo presenta fachada con remate en forma de medio círculo, ostenta acceso con arco de medio punto y ventana coral. Posee una torre con planta cuadrangular y tres cuerpos. El convento exhibe en su fachada una pequeña puerta de acceso en arco de medio punto y en su segundo nivel un pórtico saliente a manera de balcón, todo en madera, con pilares tallados, barandal y cubierta de viguería y teja de barro.

- Convento de Tuxpan: ubicado en la población de Tuxpan Michoacán en el municipio del mismo nombre. En 1533 llegaron al sitio los misioneros franciscanos fundando un Hospital de Indios por encomienda de Hernán Cortés. En 1598 se hizo la traza urbana del lugar. En 1608 los francisanos fundan el templo y convento de Tuxpan, la población recibió el nombre de “Santiago Tuxpan” en relación con el Apóstol Santiago santo patrono del templo conventual. El Templo de Santiago Apóstol fue construido por el arquitecto Pedro de Arrieta quien entre sus obras se encuentra el Templo de San José el Real de la Ciudad de México conocido como La Profesa. El templo presenta una fachada cuadrangular con remate recto, posee un acceso con arco de medio punto y a sus lados pilastras adosadas de cantera y molduras, en la parte superior se ubica un relieve enmarcado que es alternado por una pequeña ventana con arco de medio punto de cada lado. Posee una torre de planta cuadrangular con tres cuerpos, siendo el último en forma octagonal y con remate en apariencia de linternilla. En su interior el templo presenta una nave, así mismo en su interior el templo conserva una antigua pintura al óleo de grandes dimensiones que data del siglo XVIII con la temática de “Las Animas” obra firmada por Cristóbal de Villalpando en 1708. Esta pintura fue donada al templo por la Tercera Condesa de Miravalle Doña María Magdalena Dávalos de Bracamonte y Orozco (Condado de Miravalle). La Tercera Condesa de Miravalle fue propietaria de varias haciendas y minas en Michoacán, entre ellas una gran hacienda que habitó y que se encuentra actualmente en ruinas en el poblado de Púcuaro cercano a Tuxpan.

- Convento de Tlalpujahua: ubicado en la población de Tlalpujahua en el municipio del mismo nombre. En 1600 fue fundado el convento de Tlalpujahua por los misioneros franciscanos. En su origen el templo se dedicó a San Francisco de Asís, actualmente funciona como Santuario de Guadalupe, se localiza frente a una plaza pública de la localidad. Presenta un pequeño atrio bardeado y con puerta atrial en forma de arco de medio punto y remate de frontón triangular. El templo ostenta una fachada sencilla con remate curvilíneo, su acceso presenta arco de medio punto y sobre de él se halla una ventana coral en forma rectangular, así como un nicho en su parte superior con relieve de la Virgen de Guadalupe. Posee una torre de planta cuadrangular con tres cuerpos, teniendo los dos últimos de colocación posterior arcos ojivales, la torre es rematada por una pequeña cúpula. El templo presenta una nave con planta de cruz latina techada con bóveda de cañón corrido, así como una cúpula en el crucero; posee retablos neoclásicos. El interior presenta un profuso decorado a base de yeserías obra realizada por el artista Orta Menchaca a principios del siglo XX. El convento ostenta a sí mismo una fachada austera y en su interior se encuentra un claustro cuadrangular de dos niveles, el segundo nivel es de construcción posterior; el primer nivel presenta arcos de medio punto en cantera y el segundo pilares de cantera que sostiene un pórtico con techo de viguería de madera y cubierta de teja de barro. En el centro del patio se ubica una pequeña fuente. En el interior del templo se resguardan los restos de fray Manuel Martínez de Navarrete fraile franciscano que fue poeta, murió en 1809, en el año 2009 se celebró el bicentenario luctuoso de su muerte en el ex convento de Tlalpujahua con actos culturales.

- Doctrina de Angahuan: ubicado en la población de Angahuan en el municipio de Uruapan. El conjunto religiosos data del siglo XVI. En su atrio presenta una antigua cruz atrial de piedra labrada con los símbolos de la Pasión de Cristo. El templo exhibe una fachada con remate recto, y tiene como agregado un frontis triangular que es parte del tejado de la nave. En el muro liso de la fachada se presenta a manera de marco una destacada portada labrada en cantera, conformada por la puerta de acceso y ventana coral decoradas en estilo mudéjar y arte Tequitqui. Presenta una torre cuadrangular de dos cuerpos, con un agregado que exhibe dos pares de ventanales sobrepuestos en su primer cuerpo. El interior presenta una nave con techado con cubierta a manera de bóveda y viguería de madera. Así mismo el interior resguarda una antigua estatua del Apóstol Santiago, así como una enorme pila bautismal de cantera labrada con diversas figuras, esta pila fue rescatada y trasladada del Santuario del Señor de los Milagros que se encontraba en el desaparecido poblado San Juan Parangaricutiro (hoy Ruinas del Santuario del Señor de los Milagros (Michoacán)), sepultado por la lava del volcán Paricutín en 1943. Junto al templo se ubica la casa conventual que en su fachada presenta dos niveles, en el primero se ubican una hilera de ventanas y la puerta de acceso al interior, en el segundo se ubican ventanas que dan a un pórtico saliente realizado en madera con pirales tallados, barandal, cubierta de viguería y teja de barro. En el interior del convento se ubica un claustro de dos niveles. En el atrio del conjunto religioso también se ubica lo que fue el antiguo Hospital de Indios del lugar (llamado Huatápera en purépecha) y capilla del mismo.

- Convento de Uruapan: ubicado en la ciudad de Uruapan en el municipio del mismo nombre. En 1535 se inicia la construcción del templo y convento franciscano de Uruapan por fray Juan de San Miguel, fecha considerada también como la fundación de la ciudad ya que asimismo se hizo la traza urbana demarcando nueve barrios. En un inicio aparte del convento y templo franciscano, también se encontraba en el área el antiguo Hospital de Indios o Huatápera (en purépecha) y la capilla del Señor Santiago. Posteriormente el conjunto religioso a lo largo del tiempo fue modificándose al agregarse otros inmuebles. En el siglo XX la fachada del templo de San Francisco fue reconstruida. En su interior el templo resguarda un antiguo Cristo de pasta de caña de maíz y pinturas al óleo del siglo XVIII. En el lugar existe una construcción que sirvió como casa cural que ostenta arcos ojivales, la cual es de factura muy posterior.

- Convento franciscano de Pátzcuaro: ubicado en la ciudad de Pátzcuaro en el municipio del mismo nombre. En 1545 fue fundado el Templo de San Francisco de Pátzcuaro por fray Martín de la Coruña. Posteriormente el interior del templo fue quemado siendo reconstruido en el siglo XX. Su fachada presenta remate triangular y una portada de colocación posterior realizada en cantera en estilo neoclásico, que ostenta acceso con arco de medio punto, ventana coral rectangular, columnas, entablamentos entre otros elementos. Presenta una torre de planta cuadrangular de dos cuerpos, que luce como techo una cubierta de teja de barro. El interior del templo que es de una nave, posee como techo una cubierta colocada en la reconstrucción del siglo XX. Al fondo de la nave en el altar mayor se ubica un retablo con ciprés neoclásico, y otros retablos neoclásicos en los muros laterales. En el ciprés del altar mayor se resguarda la imagen de un antiguo Cristo crucificado conocido como el “Señor de la Tercera Orden” que data del siglo XVI y está realizado en pasta de caña de maíz. Así mismo en uno de los muros se ubica una antigua pintura al óleo que representa entre otros personajes a San Francisco de Asís. Junto al templo se ubica lo que fue el ex convento. Frente al templo se ubica un pequeño atrio donde se halla una antigua cruz atrial de piedra labrada y lo que fue una capilla.